# Lammassaari, Enäjärvi
Lammassaari är en ö i Finland. Den ligger i sjön Enäjärvi och i kommunerna Salo och Lojo och landskapen  Egentliga Finland och Nyland, i den södra delen av landet, 70 km väster om huvudstaden Helsingfors. Öns area är 0,2 hektar och dess största längd är 70 meter i öst-västlig riktning.